# International Society for Knowledge Organization
La International Society for Knowledge Organization (ISKO, Associazione internazionale per l'organizzazione del sapere) è la principale associazione professionale fra gli studiosi di organizzazione del sapere, strutture della conoscenza, studi sulla classificazione e organizzazione e struttura dell'informazione.

## Storia
Fondata nel 1989, persegue «il progresso dello studio dell'organizzazione del sapere in ogni genere di forma e di finalità (come archivi di dati, biblioteche, dizionari, l'Internet)». Associazione di natura interdisciplinare, l'ISKO conta membri in tutto il mondo, in campi come la scienza dell'informazione, la filosofia, la linguistica, la biblioteconomia, l'archivistica, lo studio delle scienze e la scienza degli elaboratori. L'ISKO «promuove la ricerca, lo sviluppo e l'applicazione di sistemi di organizzazione del sapere che facciano progredire l'ordinamento della conoscenza nei suoi aspetti filosofici, psicologici e semantici; fornisce ai suoi membri i mezzi per comunicare e cooperare intorno all'organizzazione del sapere e funge inoltre da collegamento fra tutte le istituzioni e le associazioni nazionali dedicate ai problemi connessi con l'organizzazione concettuale e con il trattamento della conoscenza».

## Pubblicazioni
L'associazione pubblica la rivista accademica Knowledge Organization, bimestrale, organo ufficiale dell'ISKO. Fondata nel 1973 da Ingetraut Dahlberg, prima presidente dell'ISKO, ha iniziato le pubblicazioni l'anno seguente, con il titolo International Classification. Nel 1993 il titolo è mutato nell’attuale denominazione.
La rivista pubblica articoli su ricerche originali su temi connessi allo studio generale dell'ordinamento, alle basi filosofiche del sapere e dei suoi prodotti, alle fondamenta teoriche di classificazione, analisi e riduzione dei dati. La rivista tratta inoltre delle attività pratiche connesse alla indicizzazione e alla classificazione. Oltre a questi aspetti tecnici, la rivista si dedica alla storia dell'organizzazione del sapere e tratta questioni di educazione e addestramento alla classificazione.
Dal 2016 l’associazione pubblica la ISKO Encyclopedia of Knowledge Organization (IEKO).
L'associazione organizza inoltre convegni internazionali a cadenza biennale, gli atti dei quali sono pubblicati nella serie Advances in knowledge organization (edita dalla Indeks Verlag, e in seguito dalla Ergon Verlag)

## Capitoli territoriali
L'ISKO riconosce ufficialmente i capitoli territoriali presenti in Africa occidentale, Brasile, Canada e Stati uniti d'America, Cina, Francia, Germania (comprese Austria e Svizzera), Gran Bretagna, India, Italia, Magreb (che comprende Algeria, Marocco e Tunisia), Polonia, Singapore, Spagna (Portogallo compreso). L'ISKO collabora con organizzazioni internazionali e nazionali quali l'UNESCO, la Commissione europea, l'Organizzazione internazionale per la standardizzazione (International Organization for Standardization, ISO), la Federazione internazionale delle associazioni e delle istituzioni bibliotecarie (International Federation of Library Associations and Institutions, IFLA), l'Association for Information Science and Technology, i Networked Knowledge Organization Systems/Services e l'International Information Centre for Terminology.